# Johannes Campanus
Johannes (ook: Johann) Campanus (Maaseik, omstreeks 1500 - waarschijnlijk Gulik, omstreeks 1575) was een antitrinitair theoloog en een anabaptistisch predikant. De laatste twintig jaar van zijn leven bracht hij door in gevangenschap.

## Levensloop

### Studies
Campanus werd geboren als Jan van Kempen in Maaseik in het prinsbisdom Luik. Hij ging naar school in Düsseldorf en trok daarna naar Keulen, waar hij verder studeerde aan het Dreikönigsgymnasium en de Universiteit van Keulen.

### Als predikant
Op het moment dat de Reformatiegedachte Keulen bereikte, begon hij de religieuze hervorming te verdedigen. Na enkele meningsverschillen met de theologen van de Keulse universiteit diende Campanus deze te verlaten. Hij werd geestelijk leider in een klooster en was daarna evangelisch predikant in Roermond. Campanus trok omstreeks 1521 naar het hertogdom Gulik, waar hij een voorvechter werd van het nieuwe theologische gedachtegoed. Op uitnodiging van Werner IV van Pallandt verbleef Campanus op diens burcht in Wassenberg waar hij bescherming genoot. In de zomer van 1527 trok Campanus naar Wittenberg, waar hij hofmeier werd. Op 19 december 1528 schreef Campanus zich in aan de Universiteit van Wittenberg, waar hij theologie studeerde bij Maarten Luther en bij Justus Jonas.

### Geboorte van het antitrinitarisme
Campanus verschilde van mening met zijn leermeesters over bepaalde Bijbelgebeurtenissen zoals het Avondmaal, maar hield zijn mening in eerste instantie voor zichzelf. Campanus leerde de anabaptistische predikant Melchior Hofmann kennen die de lutherse avondmaalsleer bestreed, en stelde dat Christus alleen in de geest en niet in brood en wijn aanwezig was. Hofmann en Campanus, die beiden aanhangers waren van de theoloog Huldrych Zwingli, werkten hun leer, die later de naam antitrinitarisme kreeg, verder uit.
Aangemoedigd door Georg Witzel, die het evenmin eens was met de verklaringen van de Wittenbergse theologen onder leiding van Luther, kwam Campanus met zijn alternatieve leer voor het eerst naar buiten op het colloquium van Marburg in oktober 1529, dat door Filips I van Hessen was georganiseerd om de tegengestelde visies van Luther en Zwingli over de voorstelling van Christus op het Avondmaal op te lossen. Campanus trachtte met zijn leer een gulden middenweg te zoeken in het conflict tussen Luther en Zwingli maar dit mislukte.
Teruggekeerd in Wittenberg ging Campanus meer en meer de anabaptistische richting uit, zelfs in die mate,  dat keurvorst Johan van Saksen hem voor enige tijd liet opsluiten. Na zijn vrijlating zette hij zijn anabaptistische preken echter verder, waardoor Campanus diende te vluchten. In de geschreven literatuur werd de antitrinitaire doctrine van Campanus bekend door een pamflet van Johannes Bugenhagen uit 1530, waarin hij hevig tekeer ging tegen de leer van Campanus. Ook de humanist Sebastian Franck veroordeelde hem in een open brief.
Op de theologische bijeenkomst van Torgau, die georganiseerd werd als voorbereiding op de Rijksdag van Augsburg, verscheen Campanus, die er zijn leer verdedigde. Deze werd echter afgewezen en Campanus diende het Keurvorstendom Saksen te verlaten.

### Geheime bijeenkomsten en gevangenschap
Campanus was daarna actief in Braunschweig en keerde na een tijd terug naar het hertogdom Gulik, waar hij vele aanhangers had. Hij vond er bescherming op het kasteel van Heinrich von Olmissen in Ratheim (gemeente Hückelhoven), waar hij in een nabijgelegen bos geheime bijeenkomsten hield. Campanus was, net als Melchior Hofmann, een van de inspiratoren van de Anabaptistische opstand in Münster in 1534, maar was er niet bij aanwezig.
Nadat hij in het hertogdom Gulik de inwoners angst had aangejaagd met zijn aankondiging van het einde van de wereld en het uitsterven van de bevolking, werd Campanus in 1553 gearresteerd en opgesloten. Na een gevangenschap van ruim twintig jaar, die Campanus zowel lichamelijk als geestelijk ontwrichtte, stierf hij omstreeks 1575.

## Werk
- Contra totum post apostolos mundum auch Wider die Lutherischen und alle Welt nach den Aposteln und derselben wunderbarliche und seltzame ungehewre Irrthumb., 1531
- Göttlicher und heiliger Schrift vor vilen jaren verdunckelt und durch unheylsame Leer und Lerer aus Gottes Zulassung verfinstert, Restitution und besserung durch den hochgelerten Johannem Campanum., 1532.
- De eucharistia., 1574